# Mighty Max (TV-serie)
Mighty Max är en amerikansk TV-serie, som ursprungligen visades 1993-1994, i samband med försäljningen av den brittiska leksaksserien British Mighty Max, som uppstått ur Polly Pocket, skapad av Bluebird Toys 1992. Serien visades under två säsonger, med totalt 40 avsnitt. Serien hade röstskådespelare som Rob Paulsen som Max, Richard Moll som Norman, Tony Jay som Virgil, och Tim Curry som Skullmaster.

## Rollista
- Corey Burton – Felix
- Tim Curry – Skullmaster
- Tony Jay – Virgil
- Tress MacNeille – Max's Mother
- Richard Moll – Norman
- Rob Paulsen – Max
- Kath Soucie – Bea
- Frank Welker – Warmonger, Lava Lord

### Övriga roller
- Charlie Adler – Calimarus, Ernie, Football Coach
- René Auberjonois – Arachnoid, Nadja
- Michael Bell – Hydra (Goda sidan)
- Hamilton Camp –
- Glen Chin – Lao Chu/Ki Wan
- Jim Cummings – Beowulf, Conqueror, Doom Dragon, J. "Ollie" Oleander Pettybone, Ravendark
- Tim Curry – Jules Verne
- Miriam Flynn – Professor MacDougal
- Brad Garrett – Spike
- Linda Gary – Kali
- Ellen Gerstell –
- Danny Goldman – Cyberskull
- Dorian Harewood –
- Michael Horse – Yana-Ya-In
- Charles Kimbrough – Dr. Robert Scorpio
- Clyde Kusatsu – Hanuman
- Katie Leigh –
- Victor Love –
- Kenneth Mars – Professor Eggbert Zygote
- Jason Marsden – Young Norman
- Kate Mulgrew – Isis
- Ron Perlman – Goar
- Henry Polic II – Nemo
- Roger Rees –
- Neil Ross – Hydra (Onda sidan)
- Paula Tiso –
- B.J. Ward – Mrs. Fudder
- David Warner – Talon
- Olivia Virgil White – Mujaji
- Paul Williams – Galen vetenskapsman
- JoBeth Williams – Grevinnan Moska

### Fotnoter
1. ↑  Sean ONeil (11 juni 2014). ”12 Cartoons You Definitely Watched in the 90s” (på engelska). What Culture. http://whatculture.com/tv/12-cartoons-you-definitely-watched-in-the-90s. Läst 13 januari 2017.